# 林村墓群
林村墓群，位于中国河北省邯郸市复兴区林村、户村、涧沟、酒务楼一带，为邯郸市邯郸县的一个全国重点文物保护单位，类型为古墓葬，公布时间为2013年5月。
林村墓群的历史年代为战国、汉。